# Metropolis Records
Metropolis Records es una compañía discográfica independiente de industrial fundada en 1993 por Dave Heckman, la discográfica se basa en promover artistas basados en la música oscura, movimientos de la cultura gótica y del batcave, también incluyendo elementos del post-punk, futurepop, electro-industrial, darkwave, rock alternativo, entre otros. 
También incluyendo artistas de culto.

## Algunos artistas de la compañía discográfica
- Alison Moyet (Yazoo)
- Clan of Xymox
- Client
- Diva Destruction
- Electric Six
- Front Line Assembly
- Front 242 (Bélgica)
- Gary Numan (Tubeway Army)
- Icon of Coil (Noruega)
- KMFDM
- Lords of Acid (Bélgica)
- Pride & Fall (Noruega)
- Project Pitchfork
- Skinny Puppy
- VNV Nation
- Wolfsheim